# Manette Noverre
Manette Noverre, född 1731, död 1762, var en svensk (ursprungligen fransk) kammarfru.
Manette Noverre var syster till den berömde franske balettdansören Jean-Georges Noverre. Hon kom till Sverige i sällskap med Ulla Tessin vid tio års ålder år 1741, för att fungera som lekkamrat och lärare i franska åt Tessins brorsbarn. Som vuxen blev Noverre kammarfru hos drottning Lovisa Ulrika. Lovisa Ulrika fattade förtroende för henne och hon fick som sådan en viktig ställning vid hovet. 
Manette Noverre agerade som drottningens postiljon under konflikten mellan kungaparet och Carl Gustaf Tessin, som år 1754 ledde till Tessins fall. Hon fungerade även som budbärare under kuppen 1756. Den 20 juni underrättades Lovisa Ulrika om planens detaljer av den avskedade hovlöparen Ernst Angel genom Manette Noverre, vilket ledde till att Lovisa Ulrika bad Horn  att göra sig av med Angel, som pratat bredvid mun innan kuppen kunde sättas i verket. 